# Mo Hamdaoui
Mohamed Hamdaoui (Ámsterdam, 10 de junio de 1993) es un futbolista neerlandés. Juega de centrocampista  y su equipo es el S. C. Telstar de la Eerste Divisie.

## Trayectoria
Después de jugar en las categorías inferiores del  Haarlem Kennemerland, HFC Haarlem, AFC Ajax y Vitesse Arnhem es en este último donde da el salto al fútbol al máximo nivel en el año 2014 para acabar cedido al FC Dordrecht el 29 de mayo de dicho año y jugando tres partidos.
En junio de 2015 firma un contrato de dos años con el Go Ahead Eagles.